# Antoni Roca Maristany
Antoni Roca i Maristany (Barcelona, 1895-1977) fou un dibuixant humorístic. Amb el seu traç expressiu i nítid i les seves caricatures estilitzades i amables, Roca es converteix en un dels dibuixants més actius dels anys anteriors a la Guerra Civil, especialment en la premsa esportiva de la capital catalana centrada en tema futbolístic: col·laborà a L'Esport Català, El Mundo Deportivo, Xut!, El Once, Dicen, etc. Exposà a Barcelona, Reus, Tarragona, Lió, Saragossa, Lleida, etc. Publicà els records "Tot fent memòria" (1973).

## Biografia
Format a l'Acadèmia de Belles Arts de Barcelona, va celebrar la seva primera exposició de dibuixos humorístics a Sabadell el 1919. Pocs anys abans havia començat a col·laborar en diverses revistes, especialment a Papitu, on va realitzar delicioses escenes compostes d'un sintètic i finíssim traç de tinta. També va dibuixar per la revista madrilenya La Esfera i aviat es va obrir pas en la premsa catalana, convertint-se en un puntal del diari El Mundo Deportivo, fet que li va obrir les portes d'altres publicacions esportives com L'Esport Català, Sidral Deportiu o la mítica revista Xut! i, ja després de la guerra, altres com El Once o Dicen. També va realitzar una interessantíssima col·lecció de caricatures per a les pàgines d'esports del diari La Vanguardia a mitjans dels anys vint, i el podem trobar posteriorment en altres diaris com Las Noticias o La Nau, i en revistes com L'Esquella de la Torratxa, Ràdio Barcelona o ¡Tururut...!.
Roca va participar sovint en els Salons d'Humoristes que es van organitzar a Barcelona, i va realitzar diverses exposicions amb els seus dibuixos i també amb olis i composicions artístiques. Durant la guerra va formar part del Sindicat de Dibuixants Professionals, i trobem els seus dibuixos a les revistes Papitu i L'Esquella de la Torratxa, a càrrec d'aquest sindicat revolucionari. Després de la guerra i d'uns anys d'inactivitat, va reaparèixer el 1943 amb una exposició a Saragossa. També va realitzar una mostra de caricatures titulada 60 Figures del Teatre al Museu de l'Institut del Teatre. En aquests anys, per signar algun dels seus treballs, utilitzava el pseudònim Anton Roch o la signatura Marys.
Una de les seves activitats importants que va realitzar en els seus últims anys va ser la de dibuixar rajoles de ceràmica amb motius humorístics, arribant a aconseguir una obra de gran popularitat amb peces molt conegudes, posteriorment imitades a preu fet, i que encara avui es poden veure en alguns establiments barcelonins com la rajola on es llegeix "Aquí hi viu un del Barça", "Avui no es fia, demà tampoc" i d'altres per l'estil. Roca va publicar un llibre de memòries, editat per Millà el 1973 i titulat "Tot fent memòria", en què narra anècdotes curioses de la seva vida, encara que no entra en aspectes íntims ni truculents.